# Боеріста (Точка)

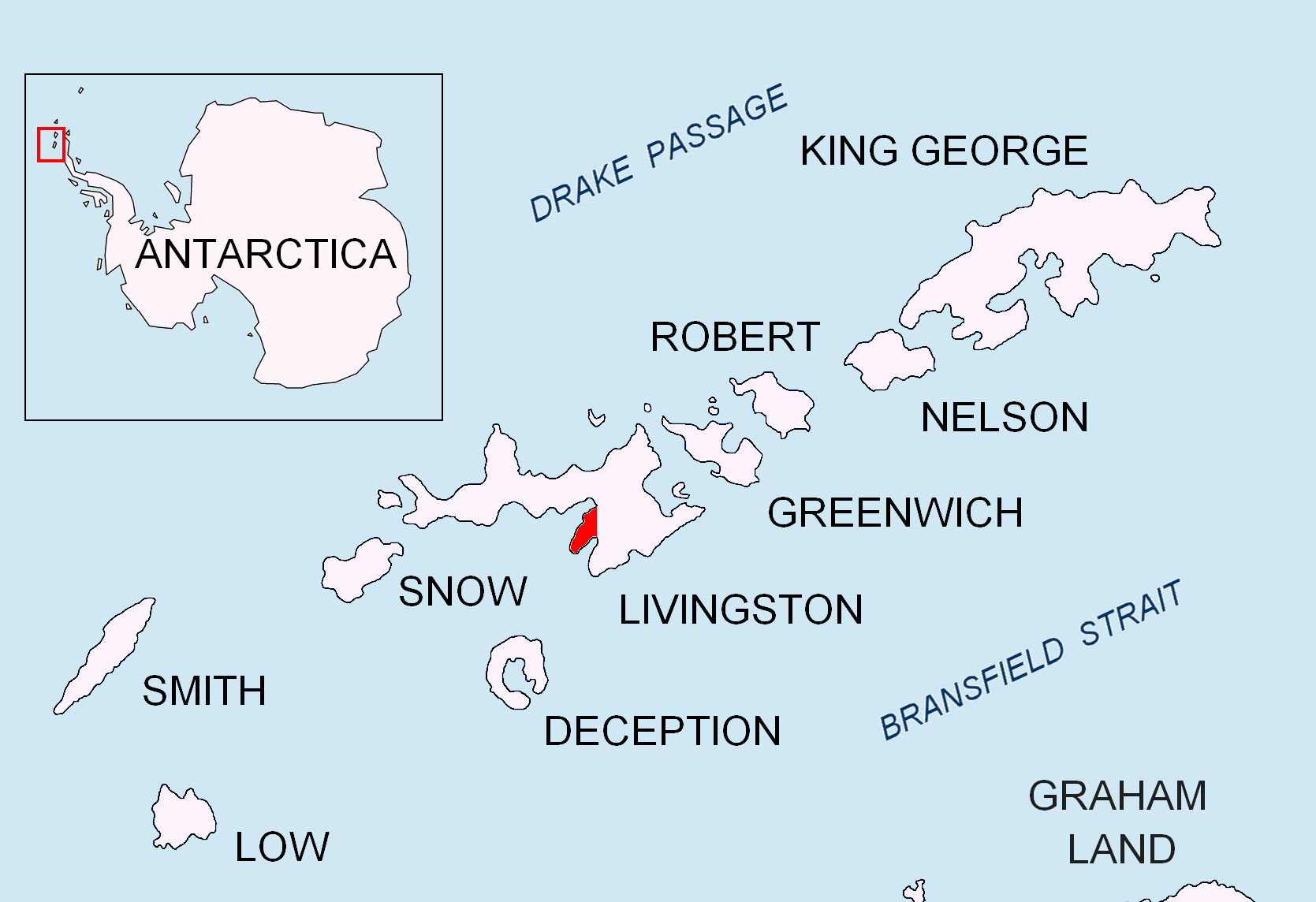
Розташування півострова Херд на острові Лівінгстон на Південних Шетландських островах

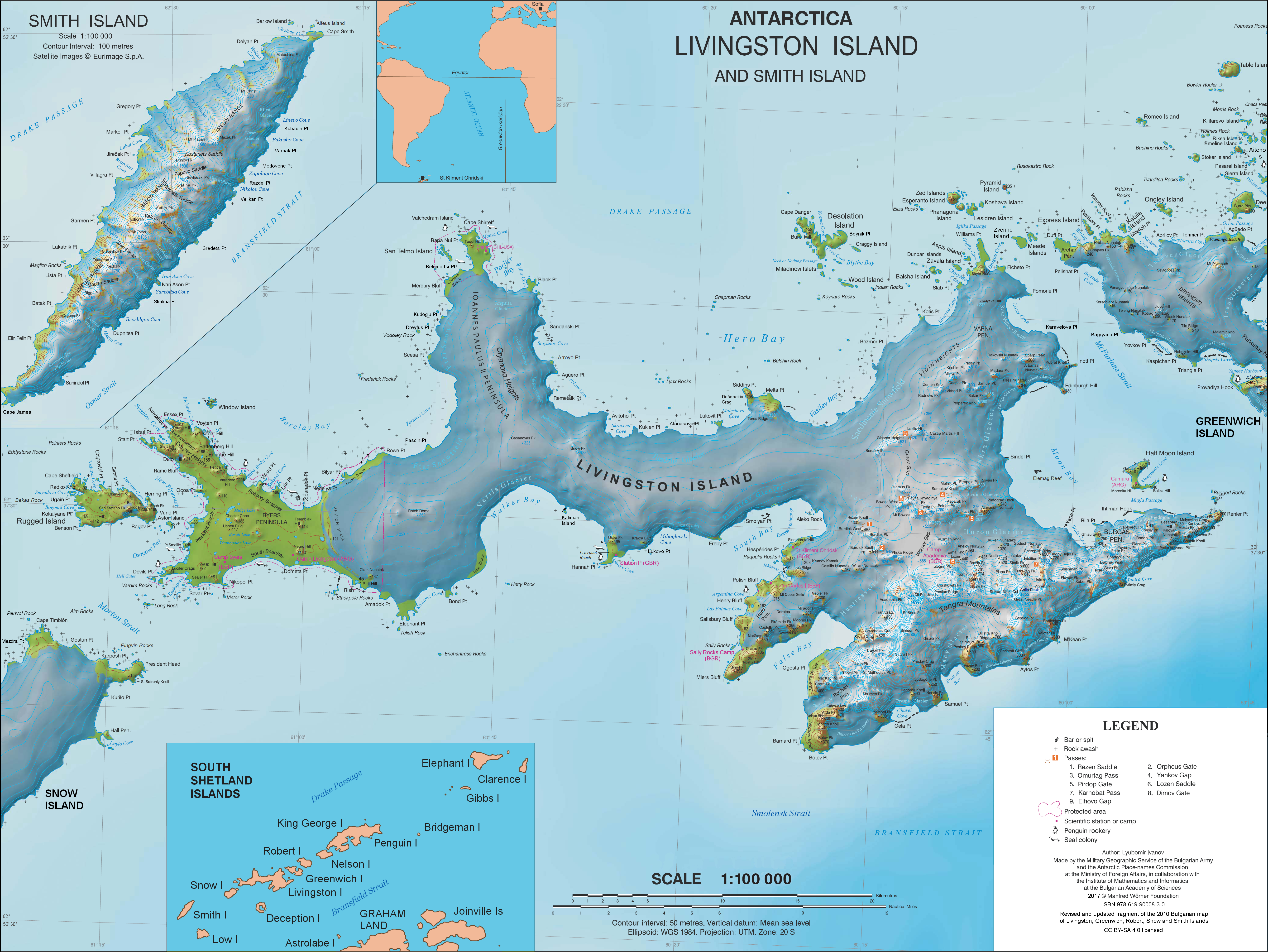
Топографічна карта островів Лівінгстон та Сміт

62°39′00″ пд. ш. 60°22′22″ зх. д. / 62.65° пд. ш. 60.3728° зх. д.
Точка Боеріста (болг. нос Боерица , 'Nos Boeritsa' \ 'nos' bo-e-ri-tsa \) — скеляста точка на південно-східному узбережжі Південної затоки, півострів Херд на острові Лівінгстон на Південних Шетландських островах, Антарктида, утворена відгалуженням хребта Атлантичний клуб. Її форма посилюється відступом сусіднього льодовика Контел в кінці 20 — на початку 21 століття.
Ця точка названа на честь поселення Боеріца на заході Болгарії.

## Розташування
Точка Боеріста знаходиться за координатами 62°39′00″ пд. ш. 60°22′22″ зх. д. / 62.65000° пд. ш. 60.37278° зх. д., що знаходиться в 730 м на південь від Поля Хесперидеса та 880 м на північ на північний схід від Поінта Баллестер. Болгарське картографування у 1996 та 2009 роках.

## Мапи
- Л. Л. Іванов. Острів Лівінгстон: Центрально-Східний регіон . Масштаб 1: 25000 топографічної карти. Софія: Антарктична комісія з географічних назв Болгарії, 1996.
- Л. Л. Іванов. Антарктида: острови Лівінгстон та Гринвіч, Роберт, Сноу та Сміт [Архівовано 24 квітня 2008 у Wayback Machine.] . Масштаб 1: 120000 топографічної карти. Троян: Фонд Манфреда Вернера, 2009.ISBN 978-954-92032-6-4